# Vultee XP-54 Swoose Goose
Vultee XP 54 Swoose Goose – prototyp samolotu myśliwskiego zaprojektowanego i zbudowanego w zakładach Vultee Aircraft w odpowiedzi na konkurs United States Army Air Corps Request for Data R-40C. Projekt Vultee pokonał propozycje Curtissa XP-55 i Northropa XP-56. Po zakończeniu badań aerodynamicznych, w styczniu 1941 podpisano kontrakt na pierwszy prototyp nowego samolotu, drugi prototyp został zamówiony w marcu 1942.

## Historia

### Geneza
Samolot powstał na rozpisany w 1939 przez USAAC konkurs Request for Data R-40C na nowoczesny samolot myśliwski o wymaganej prędkości maksymalnej przynajmniej 425 mil na godzinę (683 km/h), a pożądanej przynajmniej 525 mil na godzinę (845 km/h). W odpowiedzi na RfD powstały takie samoloty jak Bell XP-52, Vultee XP-54 Swoose Goose, Curtiss-Wright XP-55 Ascender i Northrop XP-56 Black Bullet.

### Projekt
Po ukończeniu budowy pierwszego egzemplarza XP-54 USAAC zmieniło przeznaczenie samolotu – z myśliwca przeznaczonego do walk na małych wysokościach i samolotu szturmowego (close support), na myśliwiec przechwytujący, przeznaczony do działań na dużym pułapie. Wymusiło to szereg zmian konstrukcyjnych, przede wszystkim silnik wyposażono dodatkowo w turbosprężarkę, powiększono także opancerzenie samolotu, przez co jego masa własna wzrosła z 5200 kg do 8200 kg.

### Próby
Pierwszy lot XP54 odbył się 15 stycznia 1943, a uzyskane w nim wyniki wskazywały na to, że praktyczne osiągi samolotu były znacznie niższe niż teoretycznie wyliczone. W tym samym czasie firma Lycoming zaprzestała produkcji silnika XH-2470 i, pomimo że można go było zastąpić sprawdzonym silnikiem Allison V-3420 bez znacznych zmian konstrukcyjnych, zdecydowano nie rozpoczynać seryjnej produkcji.
Dwa wyprodukowane prototypy były jeszcze używane przez pewien czas w szeregu eksperymentalnych programów.

## Konstrukcja
Jednosilnikowy dolnopłat o konstrukcji metalowej. Napędzany początkowo silnikiem Pratt & Whitney X-1800, a następnie Lycoming XH-2470, znajdującym się za kabiną pilota ze śmigłem pchającym. Samolot miał podwójny ogon. Fotel pilota służył także jako winda, którą pilot wjeżdżał do kabiny – winda/fotel była opuszczana elektrycznie.
Maszyna uzbrojona w dwa karabiny maszynowe 12,7 mm i dwa działka 37 mm umieszczone w nosie, który miał bardzo oryginalną konstrukcję. Część nosa samolotu mogła się poruszać w osi pionowej (-6° do +3°) i pilot mógł zmieniać punkt celowania działek i trajektorie lotu pocisku, nie zmieniając wysokości lotu czy kąta natarcia samolotu.